# Robert Metcalf (Liedermacher)

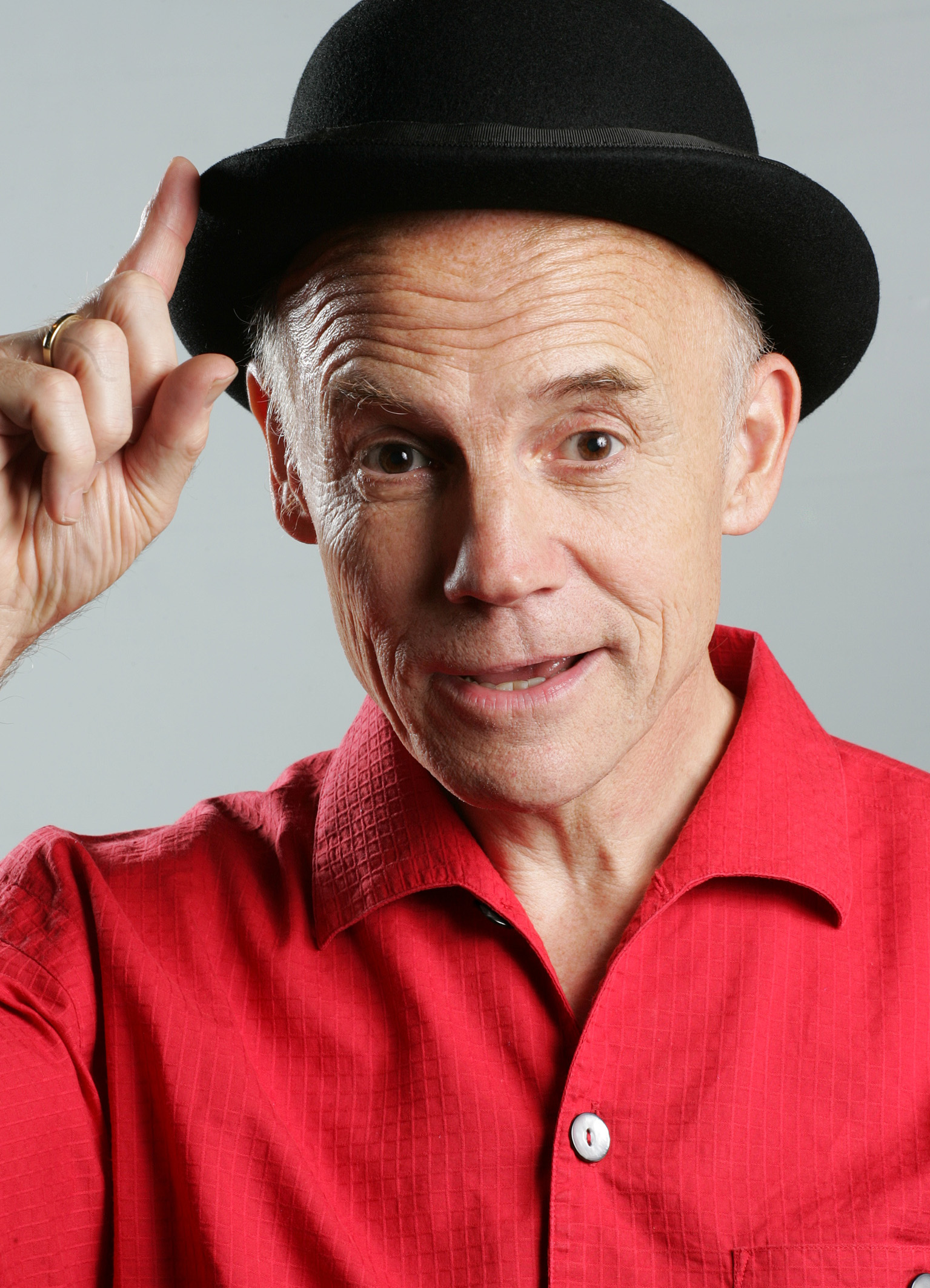
Robert Metcalf (2009)

Robert Metcalf (* 1947 in Birmingham) ist ein britisch-deutscher Liedermacher/Songwriter.
1973 kam Metcalf als Jurastudent für ein Praktikum nach Berlin, wo er bis heute lebt. Er studierte in Berlin Sozialpädagogik und arbeitete unter anderem in der Drogenberatung. Seit 1991 arbeitet Metcalf als selbstständiger Liedermacher und Songwriter und gibt Konzerte für Kinder und Erwachsene („Englishman in Berlin“).
Sein Markenzeichen ist eine schwarze Melone.
Robert Metcalf hat zahlreiche CDs veröffentlicht, seine Lieder sind auch im Kinderradio häufig zu hören. Im Kinderfernsehen ist er regelmäßig in der Sendung mit dem Elefanten zu sehen.

## Diskographie
- Sommer, Samba, Sonnenschein 2015
- One, two – how do you do? 2015
- Ich bin 1 – das ist meins! 2014
- Ich bin 3, kann allerlei. 2011
- Ich bin 2 und schon dabei. 2010
- Vier Kerzen. 2009
- Mathilde, die Mathe-Ratte. 2009
- Englisch lernen mit Jim Knopf (1, 2 und 3) 2007
- Music Counts. 2006
- Zahlen, bitte! 2005
- Englisch lernen mit … der kleinen Hexe, dem kleinen Wassermann dem kleinen Gespenst. 2005, nach den Büchern von Otfried Preußler
- Nase, Bauch und Po. (mit der Gruppe Rumpelstil) 2003
- Veronika und der Weihnachtsmann. 2002
- Ich und du – schubidu. 2002
- Apfelklops & Co (mit der Gruppe Rumpelstil) 2001
- Das wilde Tier. 2001
- Alarm, Alarm. 2001
- Der Liederbus. 2000
- Tiere wie ich und du. 1999, (jetzt: Hase, Bär und Känguru)
- Roberts Liederladen 1998
- Robert feiert Geburtstag. 1995
- Robert ist da. 1992

## Auszeichnungen
- 2015: Nominierung für Leopold-Medienpreis des Verbandes deutscher Musikschulen für Ich bin eins – das ist meins!
- 2014: Nominierung für Preis der deutschen Schallplattenkritik, 2/2014 für Ich bin eins – das ist meins!
- 2013: Nominierung für Leopold-Medienpreis des Verbandes deutscher Musikschulen für Ich bin zwei und schon dabei
- 2005: Auszeichnung mit Leopold-Medienpreis des Verbandes deutscher Musikschulen für Zahlen, bitte!